# 阿旺曲丹
阿旺曲丹（藏語：ངག་དབང་མཆོག་ལྡན，威利转写：ngag dbang mchog ldan；1677年—1751年）藏族，今青海省海东地区化隆回族自治县德加乡尕玛普村人，第一世热振活佛（世数的说明见热振活佛）。

## 生平
藏历阴木蛇年（1677年），阿旺曲丹生于今化隆回族自治县德加乡尕玛普村。祖先姓“嘎”，其祖先巴青嘎罗的后代迁到此地，并且分成了四个部落，其父亲囊索恰多扎西为四个部落中的帕西部落的头人。
1687年，11岁时赴夏琼寺，拜其叔父即夏琼寺法台阿旺次成为师，受具足戒，并初次学习藏文书写，起法名为“阿旺曲丹”。1689年，13岁时随叔父阿旺次成初学因明学。1691年，15岁时征得父母及叔父同意，赴卫藏在色拉寺学习佛法。1692年起，先后投格勒嘉措、桑洛格西阿旺宗智、仲然巴蒙古益希等高僧学习菩提道次第广论、瑜伽師地論等佛学理论。
1696年，20岁时赴尼托寺讲解波罗密多，后回到色拉寺研修中观。他还随华秀·俄昂宗哲、董尧珠巴、班智达·洛桑金巴等高僧学习密宗。
1701年，25岁时在两万多名僧人参加的辩经大会中获格西，随后获华秀·俄昂宗哲等高僧称赞。后来，他在色拉寺下院开光典礼上遇到六世达赖，并同达赖的随从辩经，获第司桑结嘉措以及六世达赖重赏。不久，他赴扎什伦布寺，拜五世班禪額爾德尼为师。返回拉萨后，听了嘉央扎巴（五世达赖的学生）、华秀·俄昂宗哲等佛学学者授课，并且进入哲蚌寺下院。29岁时，担任哲蚌寺下院僧官。卸任后不久，其父母派他弟弟来让他回家，他便和华秀·俄昂宗哲商量。华秀·俄昂宗哲嘱其回家后尽快返回卫藏。他回到安多的家乡住了四年，33岁时回到卫藏，随珠康活佛和大法台根敦平措等学习佛理。
1710年7月，34岁时受拉藏汗派遣，赴阿里任托林寺法台，在任七年。1718年，42岁时返回色拉寺，见到了大法台根敦平措。43岁时见到七世达赖，并为七世达赖传授佛法。不久，赴贡唐寺，任贡唐寺下院总法台，任职近十年。1728年，卸任法台一职。1728年，应七世达赖亲口邀请，任达赖的密宗经师。1729年，随七世达赖赴今四川省理塘县和嘎达等地。1734年（雍正十二年），获雍正帝赐“广衍黄法阿齐图诺门罕”衔名，并赐印信。1735年，赴蒙古地区。同年，随七世达赖回到拉萨。1739年任第五十四代甘丹赤巴，后于1746年卸任。1748年，他曾会晤来访的欧洲政客。
1751年，75岁时请求七世达赖赐其热振寺，获七世达赖同意，热振寺便被赐予他。同年，在热振寺圆寂。